# سيورجوس دونيجالا
سيورجوس دونيجالا، (بالإنجليزية:  Siurgus Donigala)‏، هي بلدية في مقاطعة جنوب سردينيا، في المنطقة الإيطالية سردينيا، وتقع على بعد حوالي 45 كم (28 ميل) إلى الشمال من كالياري. 

## السكان
في سنة 1861 بلغ عدد السكان 1٬723 نسمة، وتطور العدد ليصل في سنة 2011 لـ 2٬080 نسمة.
يظهر هذا المخطط البياني تطور النمو السكاني لـ سيورجوس دونيجالا